# المسح الفائق (حاسوب)
المسح الفائق (بالإنجليزية: Superscan)‏ برنامج اتصالات يقوم بكشف الأبواب المفتوحة في الجهاز من طرف «بروتوكول التحكم بالنقل» وأيضًا «بروتوكول حزم بيانات المستخدم»، ويحدد أي من الخدمات يتم تشغيلها في هذه الأبواب. وتشغل أيضا الاستعلامات. 
المسح الضوئي الفائق 4 وهو تحديث معاد كتابته (إصدار 3 الذي اصد في عام 2000) ويضم نوافذ التعداد والتي يمكن ادراج مجموعة من المعلومات المهمة مع نوافذ مايكروسوفت مثل: 
- NetBIOS معلومات
- حسابات المستخدم والمجموعات
- مشاركة الشبكات
- النطاق
- الخدمات التي تعمل أو متوقفه عن العمل

المسح الضوئي الفائق هو اداة تستخدم في كل من مسؤولي النظام، crackers, script kiddies لتقييم أمان الكمبيوتر.يمكن لمسئولي النظام استخدامها لاختبار إمكانية فتح الموانئ الغير مصرحة في شبكات أجهزتهم. بينما Crackers تستخدمها للمسح الضوئي للموانئ الغير آمنه وذلك لكسب الوصول الغير مشروع للنظام.